# Пертенго
Пертенго, Пертенґо (італ. Pertengo, п'єм. Partench) — муніципалітет в Італії, у регіоні П'ємонт, провінція Верчеллі.
Пертенго розташоване на відстані близько 500 км на північний захід від Рима, 60 км на схід від Турина, 10 км на південь від Верчеллі.
Населення — 334 особи (2014).
Щорічний фестиваль відбувається 25 липня. Покровитель — San Germano.

## Демографія
Населення за роками:

Станом на 1 січня 2023 року в муніципалітеті офіційно проживали 32 іноземці з 7 країн, серед них 15 громадян країн Євросоюзу та 1 громадянин України.

## Сусідні муніципалітети
- Азільяно-Верчеллезе
- Костанцана
- Риве
- Стропп'яна